# 萬鍾傑
萬鍾傑（?—?），字汝興，號荔村，雲南昆明人，清朝官員。

## 生平
乾隆三十年（1765年）中貢生。任福建省興泉道，乾隆五十三年（1788年）改台灣道，並加授按察使一官銜，為可直接向清朝皇帝上奏的台灣道。此種官銜，他為首位，任內禁娼妓，並注重考試關防，任期至乾隆五十三年（1791年）離台。
| 前任： 王右弼 | 按察使銜分巡台灣兵備道 1788年上任 | 繼任： 王慶常 |